# ۱۱۲۳ (میلادی)
۱۱۲۳ (میلادی) هزار و صد و بیست و سومین سال تقویم میلادی است.

## درگذشتگان
‎